# Schlacht von Koh Chang
Die Schlacht von Koh Chang in Südostasien war Teil des Französisch-Thailändischen Krieges zwischen dem Frankreich der Vichy-Regierung in Indochina und dem Königreich Thailand. Die Schlacht fand am 17. Januar 1941 statt und begann als Überraschungsangriff der Vichy-Franzosen, die durch ihre artilleristische Überlegenheit dem Gegner eine empfindliche Niederlage beibringen konnten.

## Einordnung
Der Französisch-Thailändische Krieg verlief für die französischen Landstreitkräfte nicht zufriedenstellend, da sie zu mangelhaft ausgerüstet waren, um es mit der größeren Thailändischen Armee aufzunehmen. Am 10. Januar 1941 starteten thailändische Streitkräfte eine Offensive in Laos und Kambodscha, die unter französischer Verwaltung standen.
Der französische Generalgouverneur von Indochina Admiral Jean Decoux entschied daraufhin, dass die beste Chance, die Einfälle zu stoppen, ein Marineangriff auf die Flotte und die Küstenstädte Thailands wäre. Gleichzeitig sollten, so sein Plan, französische Landstreitkräfte zu einer Gegenoffensive entlang der kambodschanischen Grenze zur Unterstützung der Marineangriffe antreten. Er beorderte daher den Oberbefehlshaber der französischen Seestreitkräfte in Indochina Jules Terraux, einen Angriffsplan gegen die thailändische Flotte vorzubereiten.
Am 16. Januar 1941 starteten die Franzosen die Gegenoffensive auf dem Land in den thailändischen Dörfern von Yang Dang Khum und Phum Preav, die in der Folge heftig umkämpft waren.

## Die Kontrahenten

### Thailändische Marine

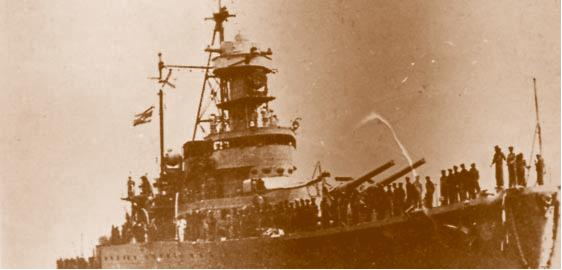
Das Küstenpanzerschiff Thonburi

Obwohl die Königlich Thailändische Marine vergleichsweise klein war, wurde sie durch den jüngeren Erwerb von Schiffen aus Japan und Italien modernisiert. Die thailändische Flotte bestand aus zwei in Japan gebauten Küstenpanzerschiffen, der Thonburi und der Sri Ayudhya, die 2500 t verdrängten und vier 20,3-cm-Geschütze in zwei Zwillings-Geschütztürmen trugen. Diese Schiffe waren in den späten 1930er Jahren gebaut worden. Weiterhin zählten zwei ältere Kanonenboote mit je einem Paar 15,2-cm-Kanonen, die Mitte der 1920er Jahre in Großbritannien gebaut worden waren, außerdem zwölf Torpedoboote (nach anderen Angaben zehn Torpedoboote, davon neun moderne italienische und ein altes britisches), zwei Avisos und vier U-Boote (nach anderen Angaben nur eins der Matchanu-Klasse) und zwei Minenräumboote zur Flotte.
Darüber hinaus verfügte die thailändische Luftwaffe über mehr als 140 Flugzeuge, darunter relativ moderne Mitsubishi Ki-30 (Alliierter Codename „Ann“) leichte Bomber, die während des Krieges ausgiebig gegen die Franzosen eingesetzt wurden. Diese Flugzeuge waren durchaus in der Lage, jede mögliche französische Marineoperation zu stören. Zu den weiteren, weniger leistungsfähigen Flugzeugen im thailändischen Bestand gehörten Curtiss P-36-Jagdflugzeuge, 70 Vought O2U Corsair-Doppeldecker, sechs Martin B-10-Bomber und mehrere Avro 504-Schulflugzeuge.

### Französische Marine

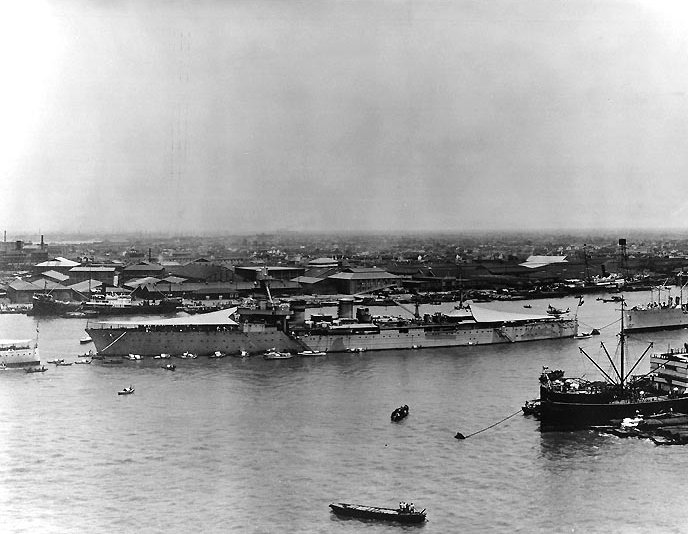
Die Lamotte-Piquet

Admiral Jean Decoux hatte am 9. Dezember 1940 in der Bucht von Cam Ranh, nördlich von Saigon, ein kleines Geschwader namens Groupe Occasionnel (deutsch etwa: Ad-hoc- oder „Eingreif“-Gruppe) aufgestellt. Zum Kommandeur ernannte er Capitaine de Vaisseau Régis Bérenger.
Das Geschwader bestand aus:
- dem Leichten Kreuzer Lamotte-Picquet als Flaggschiff, Baujahr 1923, 8 × 15,5-cm-Geschütze.
- die modernen Bougainville-Klasse Avisos Dumont d’Urville und Amiral Charner. Diese Schiffe waren speziell für den Kolonialdienst konzipiert und konnten eine Kompanie Infanterie aufnehmen. Sie waren sehr leicht bewaffnet und hatten keine Panzerung.
- die älteren Avisos Tahure und Marne.

Fünf Flusskanonenboote begleiten die Flotte, nahmen jedoch nicht am Kampf teil.
Die Luftunterstützung bestand aus neun Loire 130-Wasserflugzeugen, die auf dem Marinestützpunkt Ream stationiert waren und hauptsächlich zu Aufklärungsdiensten herangezogen wurden und weiterhin drei Potez 452, von denen zwei von der Lamotte-Picquet mitgeführt wurden. Zusätzliche Aufklärung wurde von drei Küstenvermessungsbooten durchgeführt und weitere Informationen wurden von lokalen Fischern gesammelt.
Bérengers Geschwader begann kurz nach seiner Aufstellung mit Übungsmanövern in der Bucht von Cam Ranh. Am 13. Januar 1941 gab Admiral Decoux Bérenger den Befehl, das Geschwader gegen die thailändische Marine zu führen, um die für den 16. Januar geplante Landoffensive zu unterstützen. Aufgrund der unterschiedlichen Geschwindigkeiten der französischen Schiffe schickte Bérenger die langsameren Schaluppen voraus, während er in Saigon blieb, um die letzten Elemente des Plans fertigzustellen.
Bérenger schiffte sich auf der Lamotte-Picquet ein. Die Verzögerung beim Beginn der Operation ermöglichte es ihm, seine Flotte am Kap St. Jacques zu versorgen, bevor er sich am 15. Januar um 16:00 Uhr, 20 Seemeilen nördlich der Gefängnisinsel Poulo Condor, mit einigen langsameren Schiffen traf. Am Abend des 15. Januar lichtete das Geschwader nach einer letzten Besprechung an Bord des Flaggschiffs um 21:15 Uhr den Anker und näherte sich der thailändischen Küste. Die französischen Schiffe blieben unentdeckt, als sie in die Bucht einfuhren. Am 16. Januar wurde bei Satahib (am Ostende der Bucht von Bangkok) und Koh Chang Luftaufklärung durch eine Loire 130 durchgeführt. Eine Curtiss des Geschwaders 72 der Königlich-Thailändischen Luftwaffe fing sie ab und feuerte zwei Salven ab, die das Wasserflugzeug aber verfehlten. Die Loire 130 hatte die Küste von Trat bis Sattahip abgesucht. Sie hatten ein Küstenpanzerschiff und ein Torpedoboot bei Ko Chang gesichtet, sowie ein Kanonenboot, vier Torpedoboote und zwei U-Boote bei Sattahip.
Der Aufklärungsbericht wurde an das Marinehauptquartier in Saigon weitergeleitet, das ihn wiederum an Lamotte-Picquet weiterleitete. Bérenger erwog seine Optionen und entschied sich für einen Angriff im Morgengrauen gegen die thailändischen Schiffe bei Ko Chang. Er ignorierte also die Einheiten bei Sattahip, weil er es erst später am Tag erreichen würde, wenn das Überraschungsmoment vermutlich bereits verloren wäre. Außerdem war die Stärke der Hafenverteidigung von Sattahip unbekannt. Die thailändische Seestreitmacht bei Ko Chang war schwächer und bot daher eine bessere Siegchance.

## Die Schlacht

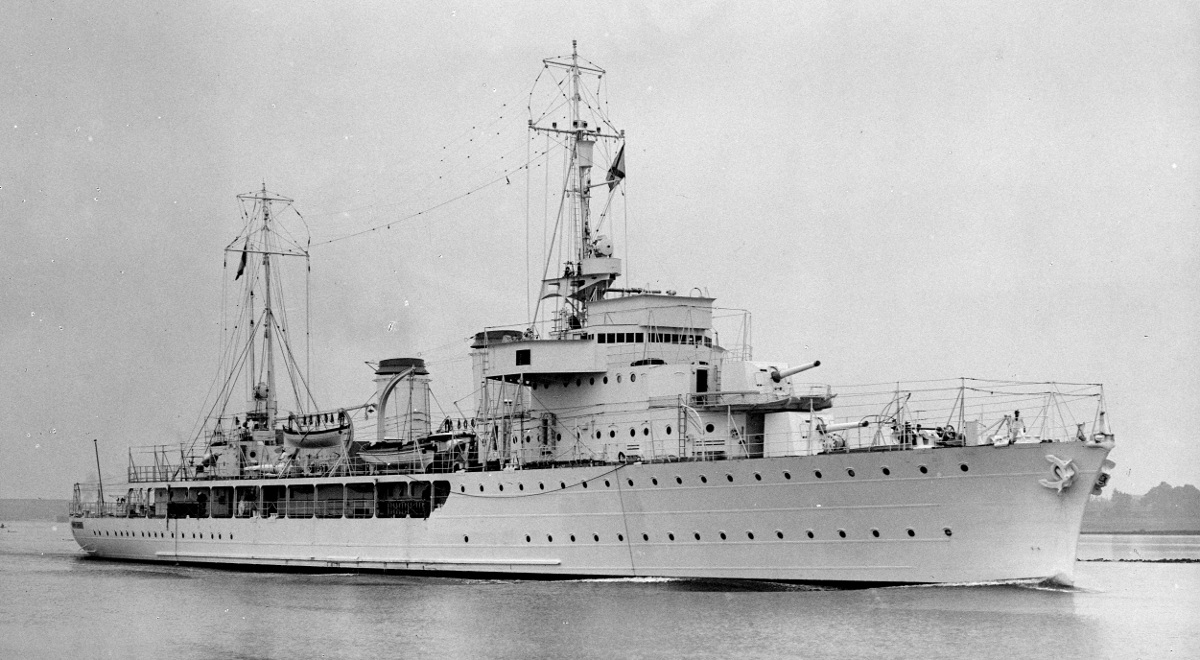
Amiral Charner

Um 05:30 Uhr am 17. Januar überraschte das französische Geschwader die vor Ko Chang vor Anker liegenden thailändischen Schiffe von Südwesten. Da der Ankerplatz von Inseln umgeben war, von denen viele über 200 m hoch waren, trennte sich das Geschwader unter Nutzung der Deckung der Inseln, um das Feuer auf Teile des thailändischen Geschwaders von verschiedenen Seiten aus zu konzentrieren und damit gleichzeitig alle Fluchtwege abzudecken. Der östlichste Kanal war die wahrscheinlichste Route für einen Ausbruch. Um 05:45 Uhr teilte sich das Geschwader wie geplant in drei Gruppen auf: Lamotte-Picquet steuerte den östlichen Teil des Ankerplatzes an, Dumont d'Urville und Amiral Charner fuhren weiter zur zentralen Position und Tahure und Marne steuerten die Westseite an.
Die Bedingungen waren ideal. Das Wetter war schön, die See ruhig und fast flach. Sonnenaufgang war um 06:30 Uhr und die Szene wurde nur von den ersten Lichtstrahlen am Horizont und vom schwachen Mondlicht erhellt.
Eine letzte Luftaufklärung des Zielgebiets war mit einer der auf Ream stationierten Loire 130 geplant. Die Lamotte-Picquet transportierte zwei solcher Flugzeuge, die jedoch aufgrund von Katapultproblemen nicht gestartet werden konnten. Um 06:05 Uhr überflog die Loire 130 den Ankerplatz und meldete zwei Torpedoboote. Dies war eine Überraschung für die Franzosen, da frühere Berichte sie hatten glauben lassen, dass nur eines vor Ort war. Allerdings war in der Nacht die HTMS Chonburi eingetroffen, um die HTMS Chantaburi abzulösen, die später am selben Tag zur Reparatur nach Sattahip zurückkehrte.
Nachdem die Lamotte-Picquet ihre Anwesenheit gemeldet hatte, versuchten die Flugzeuge einen Bombenangriff, wurden jedoch durch schweres Flugabwehrfeuer vertrieben. Die Wirkung dieses Angriffsversuchs war zweischneidig. Die Franzosen hatten nun erkannt, was sie als Gegner erwartete, aber das Überraschungsmoment war vertan und es blieben noch dreißig Minuten bis zum Sonnenaufgang. Die thailändischen Schiffe, die mit schlafenden Besatzungen überrascht wurden, begannen verzweifelt, Dampf zu machen und bereiteten sich darauf vor, ihre Anker zu lichten. Beide Torpedoboote wurden jedoch bald durch schweres Feuer der Lamotte-Picquet versenkt. Der Leichte Kreuzer zerstörte auch einen Beobachtungsposten an der Küste und verhinderte so, dass die Thailänder schnell Informationen an ihre Luftstreitkräfte in Chantaboun weitergeben konnten.
Um 06:38 Uhr entdeckten Ausguckposten an Bord der Lamotte-Picquet das Küstenpanzerschiff HTMS Thonburi in nordwestlicher Richtung, in einer Entfernung von 10.000 m. Es begann ein offenes Gefecht, bei dem das Feuer beider Schiffe häufig von den hoch aufragenden Inseln behindert wurde. Das Feuer des thailändischen Schiffs war heftig, aber ungenau. Um 07:15 Uhr konnte man Feuer auf der Thonburi sehen, die dann nicht nur vom Kreuzer, sondern auch von den kleineren Schiffen angegriffen wurde. Zu Beginn des Gefechts tötete ein Zufallstreffer der Lamotte-Picquet den Kapitän der Thonburi, Luang Phrom Viraphan. Da sie glaubten, die kleineren französischen Schiffe besser treffen zu können, richteten die Thailänder ihr Feuer auf die Amiral Charner, die bald von 20-cm-Salven umgeben war.
Die Thonburi richtete das Feuer wieder auf die Lamotte-Picquet, nachdem eine Salve des französischen Kreuzers ihren hinteren Turm außer Gefecht gesetzt hatte. Sie erreichte bald die Sicherheit seichten Wassers, in das die französischen Schiffe aus Angst vor einer Strandung nicht einfahren konnten, aber die Thonburi brannte bereits heftig und hatte starke Schlagseite nach Steuerbord. Ihr verbleibender Turm war blockiert und konnte nicht feuern, es sei denn, die Manöver des Schiffs brachten ihn in eine geeignete Position. Um 07:50 Uhr ließ die Lamotte-Picquet eine letzte Torpedosalve auf das Schiff los, verlor die Thonburi jedoch hinter einer Insel aus den Augen.
Um 08:40 Uhr befahl Bérenger dem Geschwader, Kurs auf die Heimat zu nehmen, was jedoch mit dem Beginn der erwarteten thailändischen Luftangriffe zusammenfiel.
Nach der Alarmierung schickte das thailändische 72. Geschwader drei separate Formationen von jeweils drei Curtiss Hawk zur Verfolgung des Gegners aus, während das 44. Geschwader drei Vought O2U Corsairs entsandte. Nur drei von neun Curtiss Hawk gelangten in Sichtweite der französischen Schiffe. Sie warfen ihre 250- und 50-kg-Bomben auf Lamotte-Picquet ab, erzielten jedoch keinen Treffer. Eine der Bomben explodierte so nah am Kreuzer, dass sie von Granatsplittern getroffen wurde. Den Corsairs gelang es ebenfalls nicht, ein feindliches Schiff zu treffen. Der letzte Angriff erfolgte um 09:40 Uhr, danach kehrte das französische Geschwader nach Saigon zurück.
Die französische Flotte kehrt unversehrt nach Saigon zurück. Es gab lediglich elf Todesfälle, einige Verletzte und nur leichte Schäden.

## Nachwirkungen

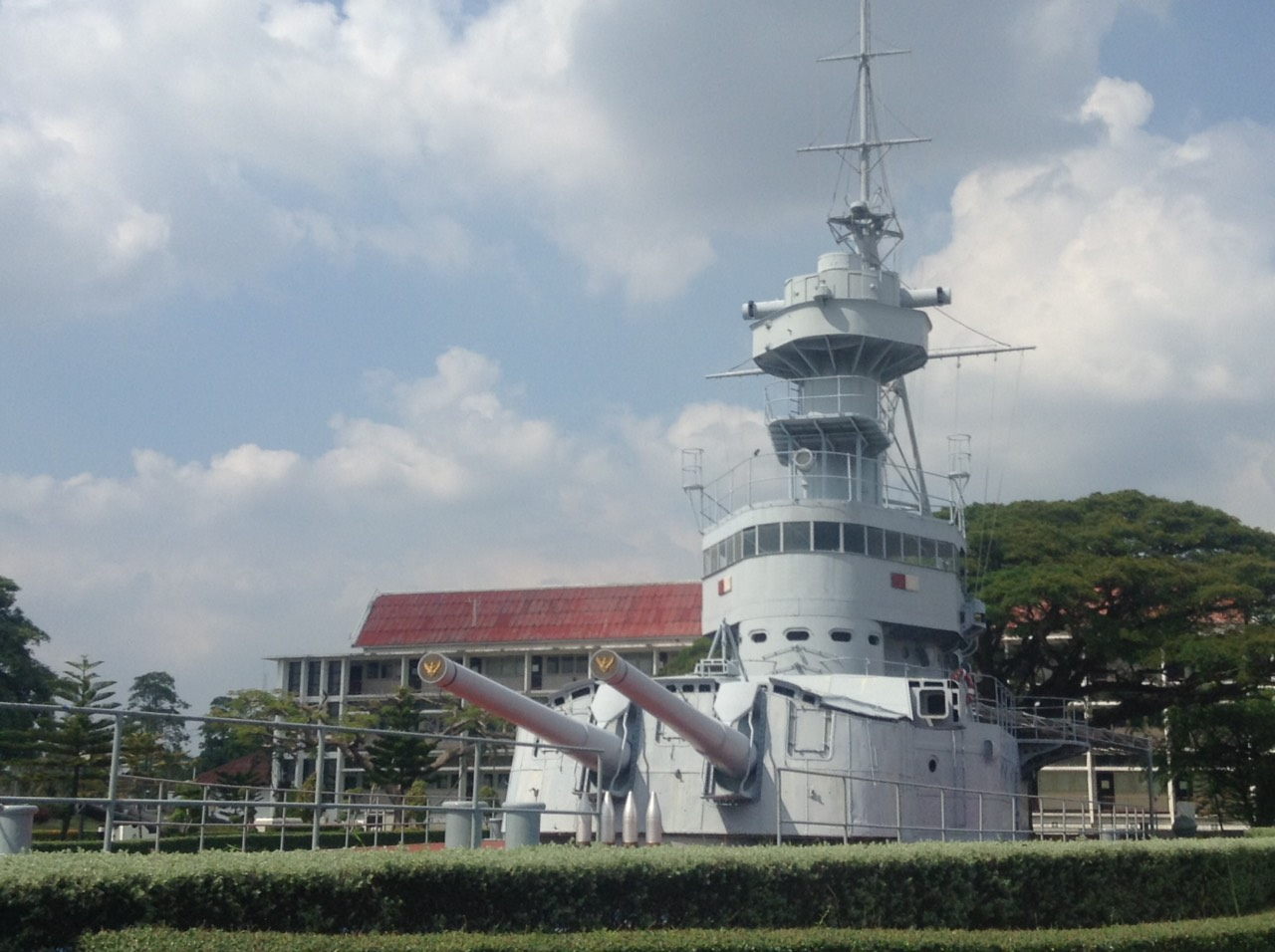
HTMS Thonburi-Denkmal, Royal Thai Naval Academy, Samut Prakan, Thailand

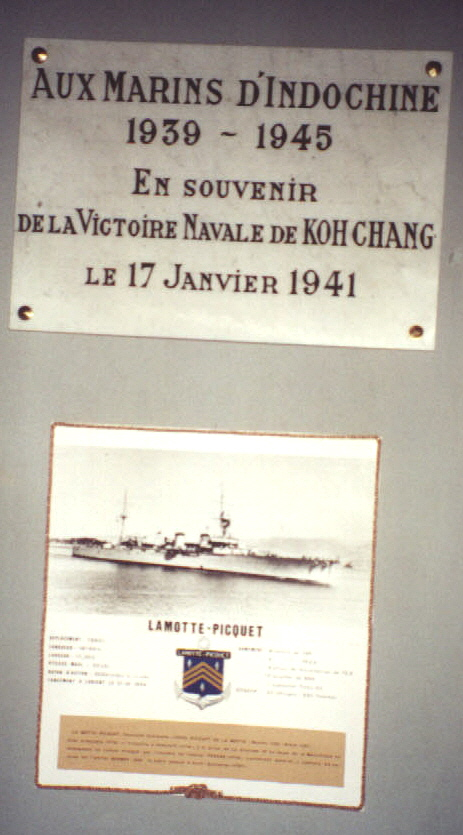
Eine Gedenktafel zur Erinnerung an die Schlacht

Am Ende der Kämpfe, die etwas weniger als zwei Stunden dauerten, war die Bilanz auf thailändischer Seite verheerend und die Franzosen hinterließen ein Bild der Verwüstung. Ein Drittel der Thai-Flotte war außer Gefecht gesetzt. Die Thonburi wurde schwer beschädigt und strandete auf einer Sandbank in der Mündung des Chanthaburi-Flusses, wobei etwa 20 Menschen ums Leben kamen. Das thailändische Transportschiff HTMS Chang traf kurz nach dem Rückzug der Franzosen in Ko Chang ein und nahm Thonburi in Schlepp, bevor es sie in Laem Ngop absichtlich erneut auf Grund laufen ließ. Das Schiff kenterte in den seichten Gewässern.
Das Torpedoboot Chonburi wurde versenkt, wobei mindestens zwei Männer getötet wurden, ebenso wie die HTMS Songkhla, bei der mindestens vierzehn Besatzungsmitglieder ums Leben kamen. Die Überlebenden wurden von dem Torpedoboot HTMS Rayong, dem Minenleger HTMS Nhong Sarhai und dem Fischereischutzschiff Thiew Uthok gerettet. Diese drei Schiffe, die nördlich von Ko Chang lagen, hatten ihre Deckung nicht verlassen und wurden so von den Franzosen nicht entdeckt. Die Reaktion auf französischer Seite hingegen war euphorisch, da sie überzeigt war, dem Gegner eine entscheidende Niederlage zugefügt zu haben, ohne nennenswerte eigene Verluste erlitten zu haben.
Die Franzosen hatten allerdings keine Zeit, aus ihrem Erfolg Kapital zu schlagen. Aus Angst, dass jede weitere Aktion der Franzosen die thailändische Invasion zurückschlagen könnte, bot die japanische Regierung an, eine friedliche Lösung zu vermitteln. Die Vereinbarung bestätigte letztlich die Annexion der thailändischen Gebiete, die sie im späten 19. Jahrhundert an Frankreich verloren hatten. Doch selbst dieser vorübergehende Frieden hielt nicht lange, da die Kaiserlich Japanische Armee Thailand im Dezember desselben Jahres im Rahmen ihres Versuchs, Britisch-Malaya zu erobern, ebenso besetzte. Am Ende des Zweiten Weltkriegs war Thailand gezwungen, alle seine territorialen Gewinne an Französisch-Indochina zurückzugeben.
Die Thonburi wurde später von der Königlich Thailändischen Marine gehoben. Sie wurde in Japan repariert und als Schulschiff verwendet, bis sie schließlich außer Dienst gestellt wurde. Ihre Kanonen und die Brücke werden als Denkmal in der Königlich Thailändischen Marineakademie in Samut Prakan aufbewahrt.
Während der Nachuntersuchungen behauptete die thailändische Marine, basierend auf Aussagen thailändischer Seeleute und Fischer um Ko Chang sowie Handelsschiffe in Saigon, dass die Lamotte-Picquet und ihr Geschwader schwer beschädigt worden seien. Der Bericht behauptete, die Besatzung der Lamotte-Picquet habe die gesamte folgende Nacht damit verbracht, die Schäden zu reparieren. Solche Behauptungen werden weder in französischen Dokumenten noch in den Schiffslogbüchern erwähnt.
Die offizielle Opferzahl, die von thailändischer Seite bestätigt wurde, gab 36 Mann (einschließlich des Kommandanten von der Thonburi) an. Die tatsächlichen Zahlen sind wahrscheinlich höher. Französische Schätzungen gehen von 300 Toten aus. Bei dem Zusammenstoß kamen auch mehrere japanische Offiziere an Bord der thailändischen Schiffe ums Leben.
In seinen Kriegserinnerungen erinnert sich Charles de Gaulle an „den glänzenden Seesieg vom 17. Januar 1941, bei dem der Kreuzer Lamotte-Picquet und einige französische Avionikflugzeuge die siamesische Flotte in den Untergang schickten.“
Nach diesem Sieg wurde Kapitän Régis Bérenger zum Konteradmiral befördert.
Bis heute ist dieser Sieg bei Koh-Chang der letzte französische Seesieg in seiner Geschichte. Nach der Schlacht sind einige Straßen und Plätzen in der Bretagne und der Vendée sowie an Bord der Fregatte La Motte-Picquet, deren 100-mm-Turm, nach den Ereignissen vor Ko Chang benannt.